# Tussen (kulle i Antarktis)
Tussen är en kulle i Antarktis. Den ligger i Östantarktis. Norge gör anspråk på området. Toppen på Tussen är 1 863 meter över havet.
Terrängen runt Tussen är huvudsakligen lite kuperad. Trakten är obefolkad. Det finns inga samhällen i närheten.